# Okrouhlá (Boemia meridionale)
Okrouhlá è un comune della Repubblica Ceca facente parte del distretto di Písek, in Boemia Meridionale.